# Джатти, Басаппа Данаппа
Басаппа Данаппа Джатти (хинди बसप्पा दनाप्पा जत्ती) — индийский государственный деятель. Занимал должность вице-президента Индии с 31 августа 1974 по 30 августа 1979 года.

## Биография
Родился 10 сентября 1912 года в округе Биджапур. После окончания юридического колледжа в Колхапуре, Б. Д. Джатти стал практикующим адвокатом в городе Джамаханди. В 1940 году он стал членом муниципалитета в Джамаханди, а затем был избран членом законодательного собрания штата Карнатака.
После службы в течение двух лет в качестве личного секретаря министра Бомбея, Джатти был назначен на пост заместителя министра здравоохранения и труда. Затем был назначен на должность председателя комитета земельных реформ в Законодательном собрании штата Майсур. В 1958 году он стал главным министром Майсура. В 1973 году Джатти был назначен губернатором штата Орисса. С 1974 по 1979 год был вице-президентом Индии. Также на короткий срок 5 месяцев (с 11 февраля 1977 по 25 июля 1977 год) он исполнял обязанности президента Индии.
Басаппа Данаппа Джатти скончался 8 июня 2002 года.